# 相隔千里
《相隔千里》（英語：Miles Away）是美國女歌手瑪丹娜在2008年10月所發行的單曲，收錄於她第十一張錄音室專輯《娜式糖》（英語：Hard Candy）之中。

## 歌曲簡介
〈相隔千里〉一曲由瑪丹娜和製作人提姆巴蘭（Timbaland）以及流行歌手賈斯汀·提姆布萊克（Justin Timberlake）三人共同譜寫，這是一首描述遠距離愛情的抒情小品，在輕快的曲調之中流露著淡淡的哀愁，瑪丹娜表示這首歌其實描述的就是她與第二任前夫英國導演蓋·瑞奇（Guy Ritchie）兩人經常分隔兩地的真實婚姻寫造。

## 商業成績
〈相隔千里〉是《娜式糖》（英語：Hard Candy）推出的第三首單曲，它並未打進美國單曲榜，在告示牌舞曲榜最高成績獲得2週亞軍，而〈相隔千里〉在英國的成績也不甚理想，僅獲得第39名，這和瑪丹娜以往的成績相比算是相當糟糕的。
〈相隔千里〉受日劇Change（木村拓哉主演）劇組的青睞，成為片尾主題曲。

## 結束第二段婚姻
〈相隔千里〉在2008年10月發行單曲，巧合的是，瑪丹娜也在2008年10月宣告結束第二段婚姻生活。她和導演老公蓋·瑞奇（Guy Ritchie）兩人育有一親生兒子，以及一養子，而他們選擇結束近八年的婚姻，其中原因眾說紛紜，從女強男弱的事業到家庭成員的關係等等都有，但這些蜚短流長都未經過當事者親口證實，離婚後面對媒體，兩人也未曾口出惡言。蓋·瑞奇（Guy Ritchie）在2010年業已再婚，瑪丹娜迄今仍是單身。